# Chuquiraga jussieui
Chuquiraga jussieui J.F.Gmel., chuquiragua, es una especie de planta con flor de la familia de las Asteraceae.

## Distribución

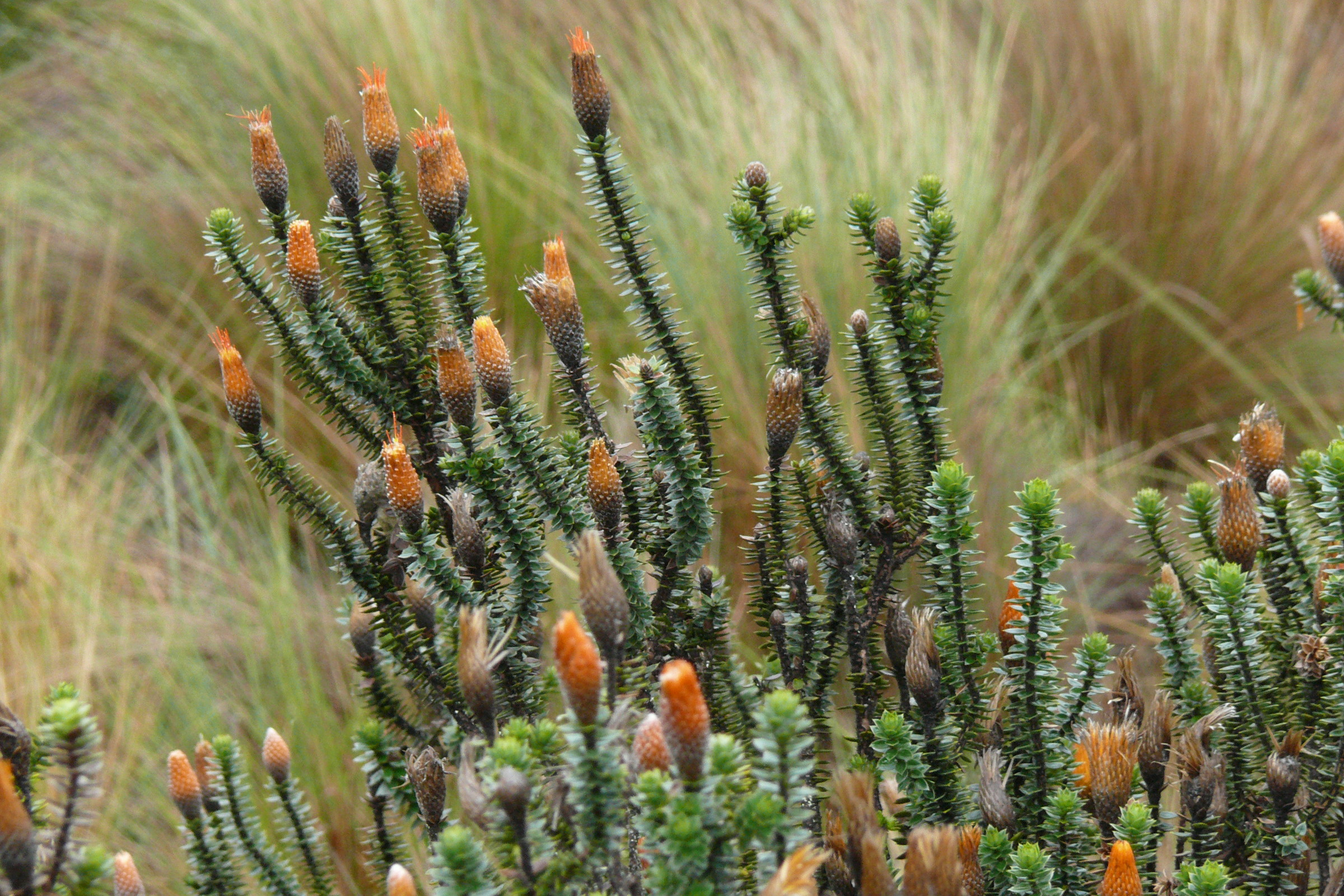

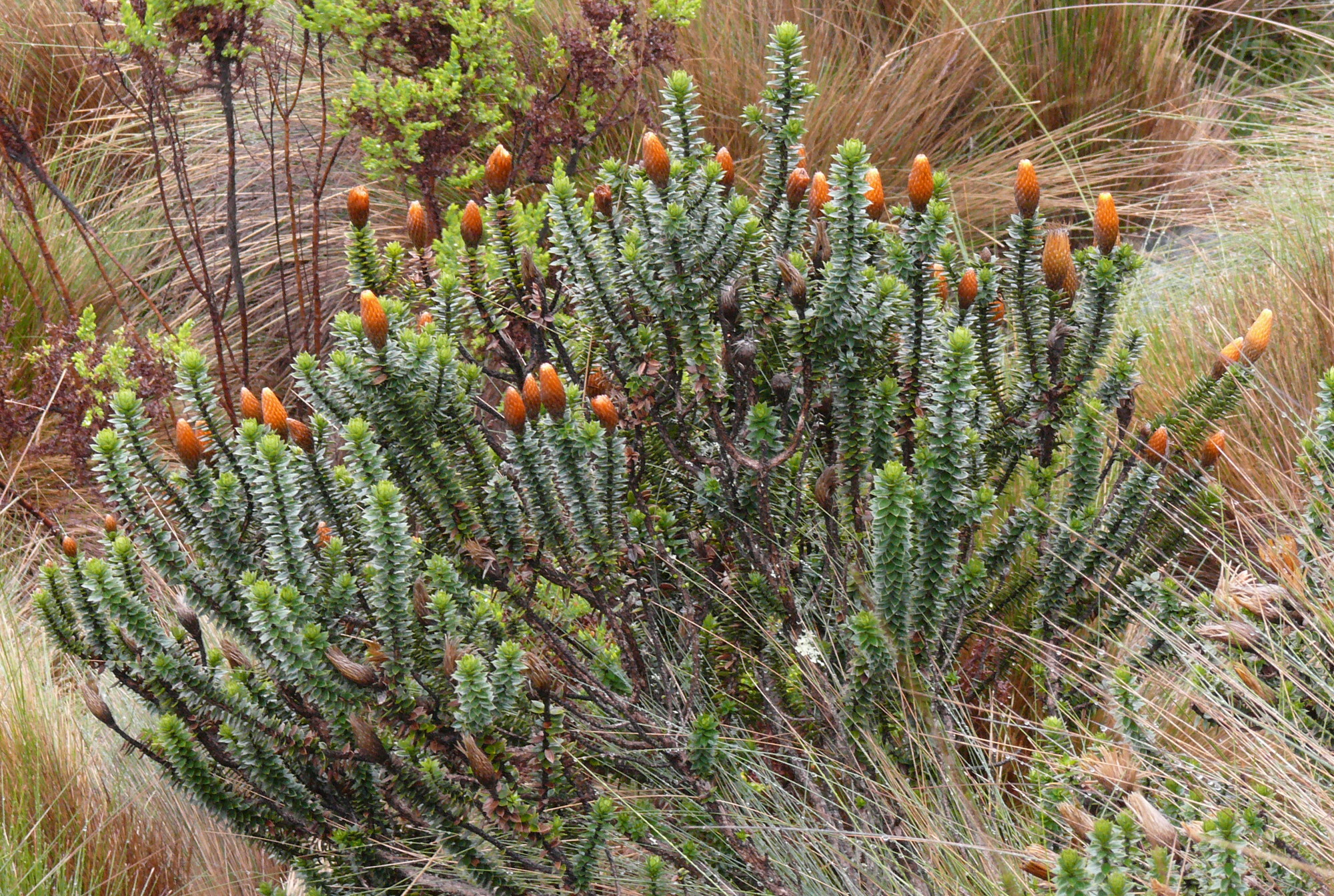

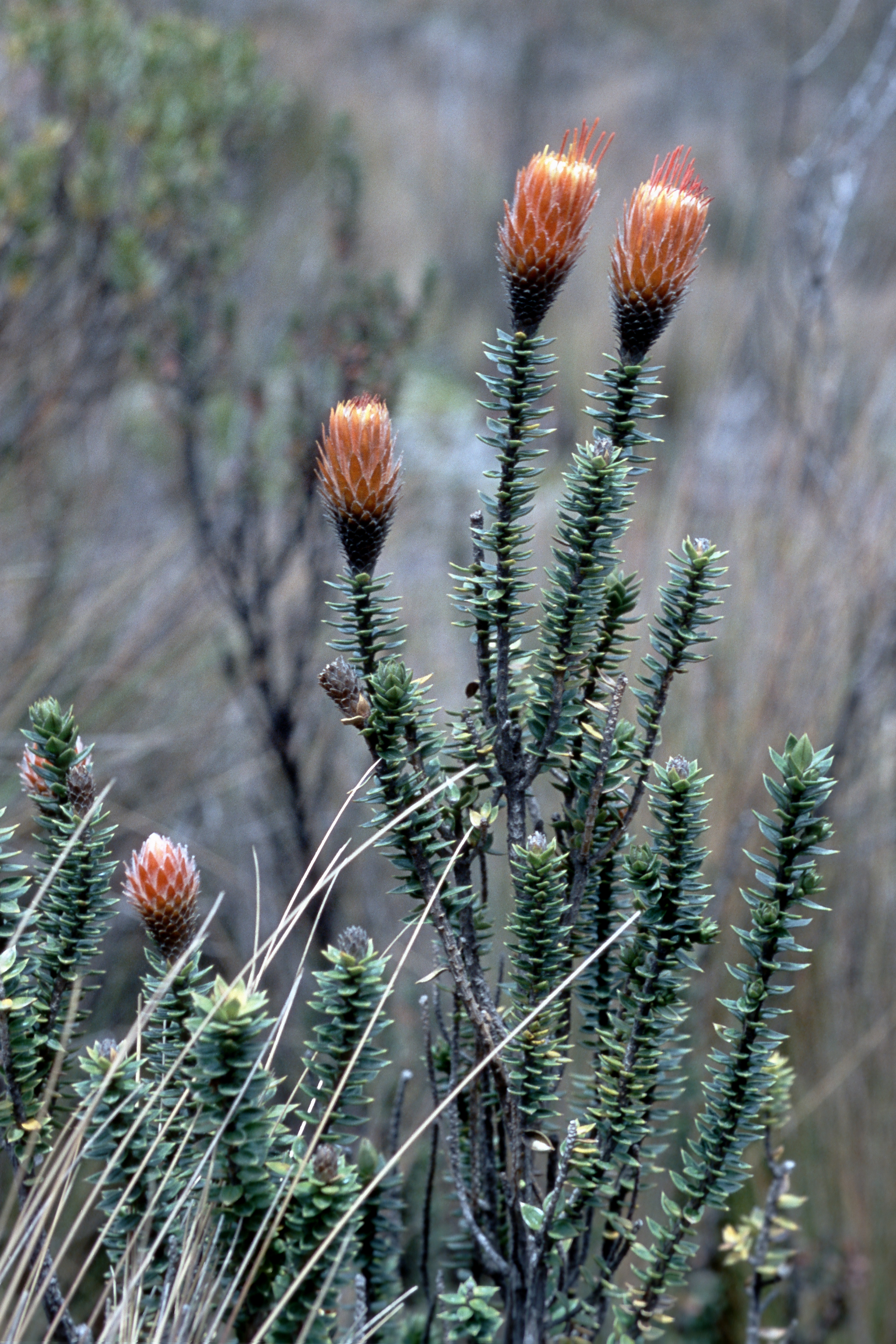
Vista de la planta

Es nativo de los páramos de Colombia, Ecuador y Perú.

## Descripción
Es un arbusto bajo, alcanza 15 dm de altura, de corteza dura, con cicatrices foliares conspicuas; hojas hasta 12 mm de largo, duras, subsésiles, alternas, espiraladas, imbricadas, ovadas a lanceoladas, ápice agudo y espinoso, base redondeada, uninervadas, coriáceas; involucro turbinado, con brácteas imbricadas en 5–10 series (exteriores largas y se reducen hacia adentro), espinicentes pardo anaranjadas; receptáculo plano, pubescente. Flores de 2 cm de largo, en inflorescencia en cabezuelas de 6 cm de largo, 16–45, corola tubular, 5-partidas en el ápice, densamente barbadas, amarillas a blanquecinas; 5-estambres, antera con apéndice basal largo, apéndice apical linear-lanceolado, agudo. Fruto aquenio turbinado, villoso o hirsuto; vilano de cerdas plumosas, uniseriadas.
En el nevado del Cotopaxi, en los Andes ecuatoriano, se puede encontrar arbustos de esta planta con una altura de casi 3 metros de altura. La infusión de esta planta es medicinal.

## Hábitat
Se encuentra en la sierra ecuatoriana a más de 3500 m s. n. m. y además en el sur de Colombia.

## Ecología
Se halla al sur de Colombia, Ecuador, hasta el sur del Perú. Crece en el páramo arbustivo.
Los colibríes Oreotrochilus chimborazo liban su néctar

## Uso
Para leña; diurético, febrífugo, tónico.

### Usos medicinales
Utilizado con el cáncer, hepatitis y menopausia

## Taxonomía
Chuquiraga arcuata fue descrita por Johann Friedrich Gmelin y publicado en Systema Naturae . . . editio decima tertia, aucta, reformata 1205. 1792.
Sinonimia
- Chuquiraga insignis (Willd.) Bonpl.
- Chuquiraga lancifolia Bonpl.
- Chuquiraga microphylla Bonpl.
- Chuquiraga peruviana J.St.-Hil.
- Chuquiraga pseudoruscifolia Muschl.
- Johannia insignis Willd.
- Lychnophora van-isschoti Heckel[3]